# Decorazione al merito della Stiria
La Decorazione al merito della Stiria (in tedesco: Ehrenzeichen des Landes Steiermark) è un'onorificenza concessa dallo stato federato austriaco della Stiria.

## Storia
La decorazione della Stiria è stata istituita per premiare quanti abbiano compiuto servizi speciali nel campo dei lavori pubblici e privati nonché per il benessere generale o comunque che abbiano contribuito a promuovere lo sviluppo della Stiria.

## Classi
La medaglia è suddivisa in quattro di benemerenza:
- Gran decorazione in oro con stella
- Gran decorazione in oro
- Gran decorazione
- Decorazione in oro

La medaglia è costituita da una croce biforcata coi colori della Stiria (bianca bordata di verde). Al centro della decorazione si trova uno scudo smaltato con lo stemma della Stiria.
La stella dell'ordine è costituita da una placca a forma di stella raggiante in argento. Al centro della decorazione si trova uno scudo smaltato con lo stemma della Stiria.
Il nastro dell'ordine è costituito da una fascia bianca e verde.

## Insigniti notabili
- Nikolaus Harnoncourt